# Gertrud Lincke
Gertrud Magdalena Lincke (geboren 6. Juni 1888 in Dresden, Deutsches Reich; gestorben 7. Oktober 1976 in Dresden, DDR) war eine deutsche Architektin. Sie setzte sich für Rationalisierung im Wohnungsbau und angemessene Wohnungen für alleinstehende und berufstätige Frauen ein und zählt zu den Pionierinnen der deutschen Architektur.

## Leben
Lincke engagierte sich als Architektin vor allem für die Rationalisierung im Wohnungsbau, wobei sie die Finanzierbarkeit von Wohnungen im Auge hatte. Sie reflektierte die Situation von berufstätigen Frauen, die sich für Familien konzipierte Wohnungen alleine nicht leisten konnten.
Lincke entwickelte Bebauungspläne für Siedlungen, beschäftigte sich mit unterschiedlichen Wohnhaustypen, erstellte Entwürfe für Reihenhäuser und Einfamilienhäuser und lieferte Kalkulationen für eine möglichst rationale Bauweise. Sie wandte den in den 1920er Jahren aufkommenden Stahlfachwerkbau an, orientierte sich an funktionaler Raumgestaltung und klarer Fassadengestaltung. Sie nutzte flexible Zwischenwände für eine variable Raumnutzung. Während die übliche Raumaufteilung für Frauen keinen anderen Raum als die Küche vorsah, berücksichtigte Lincke in größeren Häusern sowohl für den Mann als auch für die Frau einen gleich großen Arbeitsraum. Mit beiden Räumen konnte das Wohnzimmer flexibel erweitert werden. Ebenso konnten die Schlafzimmer im oberen Stockwerk vergrößert und verkleinert werden. Dabei ermutigte sie Frauen auch, sich ein entsprechendes Wohnhaus zu teilen. Gertrud Lincke entwickelte in diesem Zusammenhang die Idee der „Frauenwohnungshilfe“, für die sie in der Zeitschrift Die Frau warb. Hierbei handelte es sich um eine Art Bausparkasse, über die Frauen ihren Traum vom eigenen Heim mit der Zeit auch finanzieren können sollten.
Für ein Rentnerinnenheim entwarf Lincke eine Zwei-Zimmer-Wohnung, die geeignet sein sollte für alleinstehende Damen in finanziell gesicherten Verhältnissen. Die Wohnung war gedacht als Modell für die Umnutzung bestehenden Wohnraums, aber auch für Neubauten. Die Architekturhistorikerin Despina Stratigakos fand heraus, dass dieser Gedanke in dem Dresdner Feierabendheim für Lehrerinnen von der Architektin Emilie Winkelmann umgesetzt wurde.
Walter Müller-Wulckow veröffentlichte 1930 in einem seiner populären Bände von Lincke gestaltete Inneneinrichtungen.
Gertrud Lincke wurde 1935 Mitglied des Bundes Deutscher Architekten (BDA).

## Bauten und Entwürfe (Auswahl)
- 1920: Wettbewerbsentwurf eines Bebauungsplans für ein Gelände in Dresden-Neustadt (prämiert mit dem 3. Preis)[7]
- 1923: zwei Wettbewerbsentwürfe für ein Projekt in Bitburg (Eifel) (ein 2. und ein 4. Preis)[7]
- 1926: Einfamilienreihenhaus[8]
- 1927: Einfamilienhaus[8]
- 1928: Modell für eine Zwei-Zimmer-Wohnung in einem Rentnerinnenheim[3]

## Schriften
- Wohnungsbau und Hausfrauen. In: Die Frau. Band 33, Nr. 10, Juli 1926, S. 607–611.
- Wohnungsbau. In: Die Frau. Band 33, Nr. 11, August 1926, S. 673–679. Za 583-33.1925/26
- Frauenwohnungshilfe. In: Die Frau. Band 34, Nr. 9, 1927, S. 538–543. Za 583-34.1926/27